# IRC
IRC (англ. Internet Relay Chat) — технологія багатокористувацьких конференцій в текстовому режимі через мережу Інтернет.
Протокол IRC створив у 1988 році фінський вчений і програміст Яркко Ойкарінен (фін. Jarkko Oikarinen).

## Опис IRC

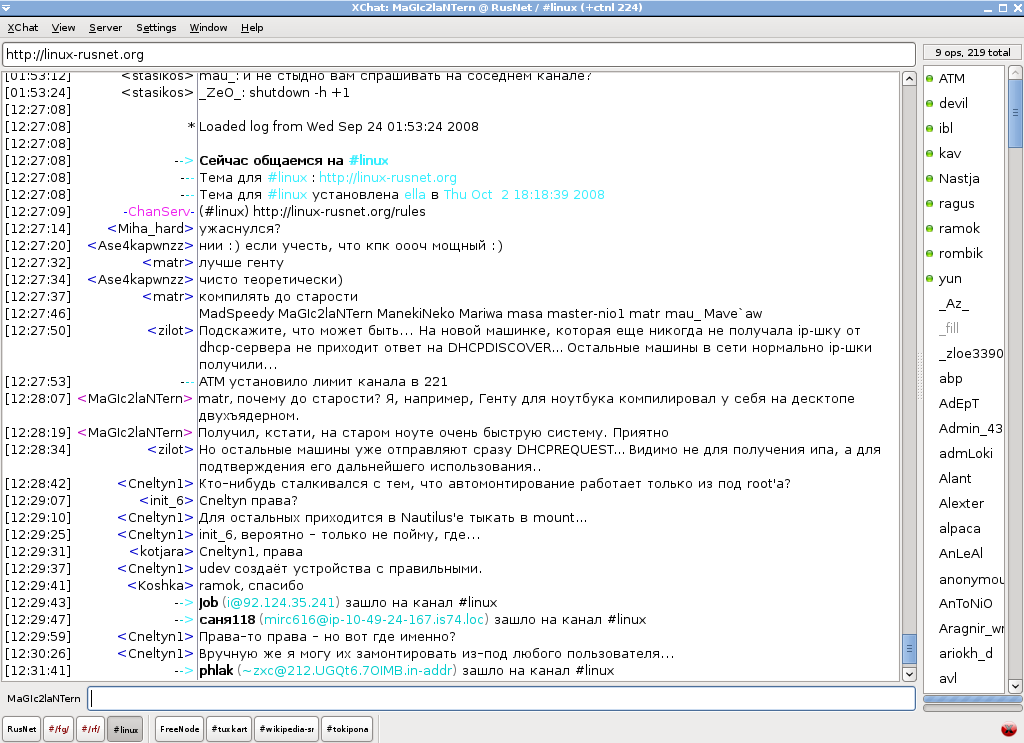
IRC-клієнт, який підключився до кількох каналів на двох різних IRC-серверах

При підключенні до серверу IRC користувач бачить список доступних каналів, у кожний з яких (або відразу в декілька) він може «увійти» (підключитися). Каналом є віртуальна «кімната», в якій можуть знаходитися декілька користувачів. Всі повідомлення, що видаються в канал, видно всім користувачам, які знаходяться на цьому ж каналі. Кожен канал має свою назву і, як правило, певну тему для обговорення. Після «входу» на канал користувач може бачити, що пишуть інші учасники каналу, а також може сам писати повідомлення. Тема, що обговорюється на каналі, зазвичай випливає з його назви (наприклад, канал  #wikipedia-uk).
Різні сервери можуть об'єднуватися (лінкуватися) в мережу з єдиним простором імен користувачів і каналів. Великі світові IRC-мережі налічують у своєму складі сотні серверів. Аварійний тимчасовий розрив IRC-мережі на дві частини називається netsplit'ом (сплітом).
IRC надає можливість як групового, так і приватного спілкування. Для групового чату в IRC призначені канали, на яких користувачі можуть збиратися та вести спілкування.
Оператори IRC-мережі керують роботою серверів та мережі в цілому. Як правило, в IRC-мережах на операторів теж встановлюються обмеження на рівні правил мережі, мережевого етикету або навіть на рівні IRCd/IRC-сервісів.

## Технічні деталі

### Команди
Більшість команд, які вводяться в командну консоль, відрізняються від тих, які передаються по мережі. Ось команди, визначені в RFC 2812:
- NICK username — змінює нік учасника на зазначене параметром username.
- OPER username password — видає права оператора користувачеві, використовуючи відповідний O:Line.
- QUIT — від'єднує користувача від сервера.
- JOIN channels [keys] — приєднується до каналів channels використовуючи відповідні ключі keys якщо канал має режим +k. Канали в списку розділяються комами.
- JOIN 0 — покинути всі канали.
- PART channels [:message] — покинути канали channels, використовуючи message. Якщо message містить прогалини, то перед ним ставиться :.
- MODE channel /username modes — змінює режими каналу channel (потрібні права оператора каналу) або користувача username (більшість серверів дозволяють змінювати свої режими тільки самим користувачам). Modes — рядок у форматі +flags-flags params.
- TOPIC channel [:message] — змінює тему на message. Якщо не вказано параметр message, то повертає тему каналу.
- NAMES [channel] — повертає список користувачів на каналі, або, якщо канал не вказано, у всій мережі..
- LIST [pattern] — повертає всі канали. Якщо встановлено шаблон pattern, то повертаються тільки канали, що збігаються з ним
- INVITE user channel — запрошує user на канал channel.
- KICK channels users [:reason] — викидає користувачів users з каналів channels. Можливо вказати причину reason.
- PRIVMSG channel /user:message — посилає повідомлення message на канал channel або користувачу user.
- NOTICE channel /user:message — аналог PRIVMSG. Згідно з RFC 2812, на NOTICE ніколи не може бути автоматичних відповідей.
- WALLOPS text — посилає текст всім користувачам з режимом +w.
- WHOIS <nick[,nick,nick,...]> — показує інформацію про даного користувача.

### Режими каналів
Оператори каналу можуть задавати різні режими каналів за допомогою команди MODE. У RFC 2811 визначені такі режими:
- +O user — позначає творця каналу. Не повинен змінюватися вручну (відсутня в багатьох реалізаціях).
- +o user — позначає оператора каналу.
- +v user — дає користувачеві право говорити на модерованих каналах (див. + m).
- +a — анонімний канал. Імена всіх користувачів ховаються як anonymous!anonymous@anonymous (відсутня в багатьох реалізаціях).
- +m — тільки користувачі з прапорами +o, +h, або +v можуть посилати в нього повідомлення.
- +n — тільки що знаходяться на каналі користувачі можуть посилати в нього повідомлення.
- +p/+s —- канал ховається в усіх відповідях сервера якщо користувач не знаходиться на цьому каналі.
- +t — тему каналу можуть змінювати тільки оператори.
- +l limit — обмежує кількість користувачів на каналі числом limit.
- +k key — встановлює ключ (пароль) на канал key.
- +i — на канал можна увійти тільки за запрошенням (invite).
- +b — вивести список банів +b на каналі. Доступний всім користувачам.
- +b mask — забороняє доступ до каналу користувачів, що збігаються з маскою mask.
- +e mask — дозволяє користувачам, що потрапляють під маску mask, заходити на канал незалежно від режимів +b.
- +I mask — дозволяє користувачам, що потрапляють під маску mask, заходити на канал незалежно від режиму +i.
- +c — оформлення тексту на каналі заборонено (не визначено в RFC).

### Режими користувачів
- +i — невидимий користувач.
- +s — отримувати повідомлення сервера.
- +w — отримувати wallops.
- +o — оператор сервера. Для отримання повинна використовуватися команда OPER.

### CTCP
CTCP — це особливий тип повідомлень. Повідомлення CTCP виглядають так:
```
PRIVMSG target :\001command [arguments]\001
```

target — це канал або користувач, якому надсилається повідомлення, \001 — це бінарний символ 0x01, command — це команда CTCP, arguments — аргументи команди.
Основні команди:
- PING — повертає аргументи назад.
- VERSION — повертає версію клієнта.
- USERINFO — повертає інформацію про користувача.
- CLIENTINFO — повертає інформацію про клієнта.
- SOURCE — повертає джерело, звідки можна завантажити клієнт.
- TIME — повертає час на комп'ютері користувача.
- ACTION — емулює дію (команда /me).

Відповідь на CTCP-запит приходить в наступному вигляді:
```
NOTICE target :\001command [arguments]\001
```

## Документи RFC
Основним документом, що визначає протокол IRC, є RFC 1459 - Internet Relay Chat Protocol. Пізніше були розроблені ще кілька документів, що доповнюють стандарт:
- RFC 2810 — Internet Relay Chat: Architecture
- RFC 2811 — Internet Relay Chat: Channel Management
- RFC 2812 — Internet Relay Chat: Client Protocol
- RFC 2813 — Internet Relay Chat: Server Protocol

## Відомі IRC-мережі
Серед міжнародних мереж популярні:
- DALnet[en]
- EFnet[en]
- Freenode, раніше відома як Open Projects Network (OPN)
- Libera.Chat[en], заснована у 2021 році колишніми учасниками Freenode
- IRCnet[en]
- QuakeNet[en]
- Undernet